# Ману Бгакер
Ману Бгакер (18 лютого 2002 , Джхадджар, Хар'яна ) — індійська стрільчиня, дворазова бронзова призерка Олімпійських ігор 2024 року.

## Виступи на Олімпіадах
| Олімпіада  | Дисципліна                              | Місце |
| ---------- | --------------------------------------- | ----- |
| Токіо 2020 | пневматичний пістолет, 10 метрів        | 12    |
| Токіо 2020 | пневматичний пістолет, 10 метрів, мікст | 7     |
| Токіо 2020 | пістолет, 25 метрів                     | 15    |
| Париж 2024 | пневматичний пістолет, 10 метрів        | 3     |
| Париж 2024 | пневматичний пістолет, 10 метрів, мікст | 3     |
| Париж 2024 | пістолет, 25 метрів                     | 4     |

## Зовнішні посилання
- Ману Бгакер на сайті ISSF (англійська)
- Ману Бгакер на сайті Olympics.com (англійська)
- Ману Бгакер на сайті Olympedia (англійська)